# مرونة حيوية

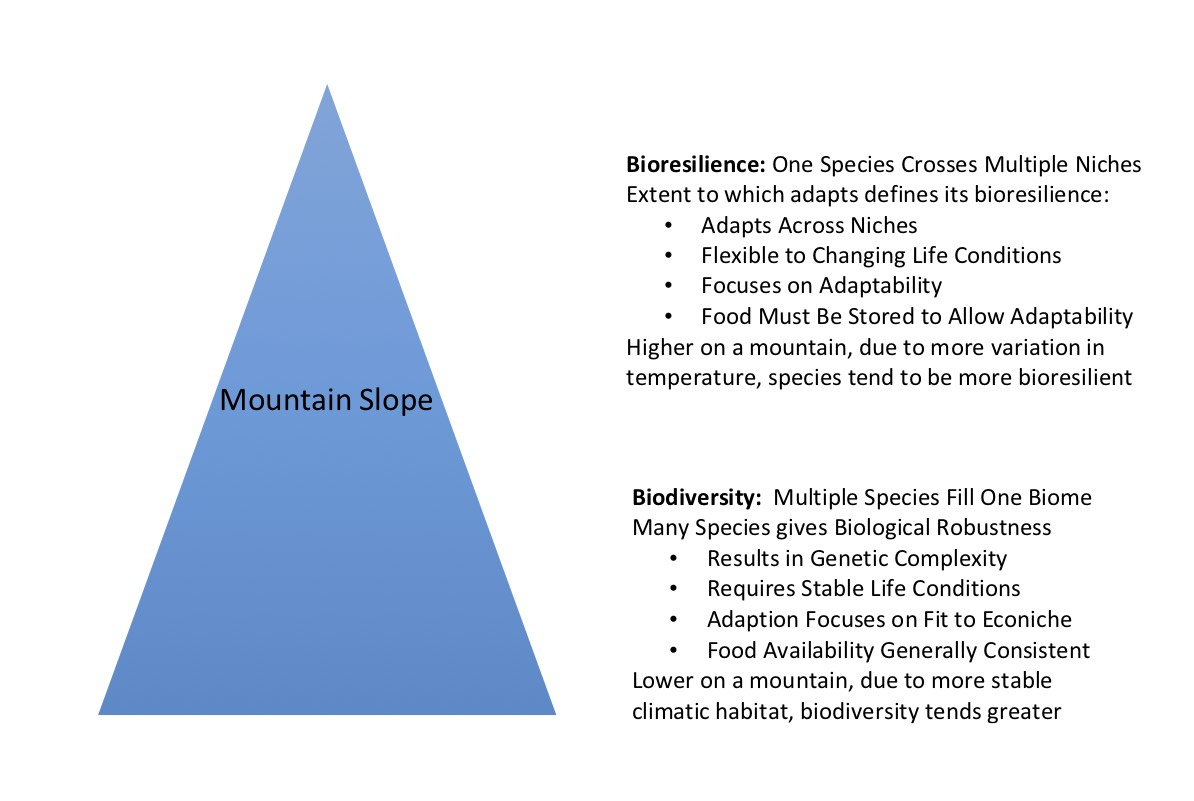
مقارنة ميزات المرونة الحيوية والتنوع البيولوجي كما هو موجود على منحدر جبلي

يشير مصطلح المرونة الحيوية إلى قدرة الأنواع بأكملها أو فرد من الأنواع على التكيف مع التغيير. في البداية، يطبَّق المصطلح على التغييرات في البيئة الطبيعية، ولكن بشكل متزايد يُستخدم أيضًا للتكيف مع التغيير الناجم عن الأنشطة البشرية.

## التاريخ
كان ألكسندر فون هومبولت أول من لاحظ مرونة أشكال الحياة مع الارتفاع المتزايد وما يصاحبها من تناقص في العدد ، ووثق ذلك في القرن الثامن عشر على منحدرات بركان تشيمبورازو .  
تطور فهم المرونة الحيوية من البحث الذي قاده معهد الجبل عند إنشاء متنزهين وطنيين يحيطان بجبل إيفرست ، ومتنزه ماكالو بارون الوطني في نيبال ، ومحمية تشومولانغما الوطنية الطبيعية في منطقة التبت ذاتية الحكم في الصين .  وثق البحث تنوعًا بيولوجيًا أكبر في قاعدة إيفرست من أعلى. كان هناك عدد أقل من الأنواع الموثقة بشكل تدريجي حيث صعد الجبل إلى مناطق أحيائية أعلى ، من شبه الاستوائية إلى المعتدلة إلى جبال الألب إلى القطب الشمالي. على الرغم من ذلك ، كان لهذه الأنواع الأقل قوة بيولوجية أكبر ترتبط مباشرة بزيادة المرونة الحيوية. 

## البحث الحالي
يتم تنفيذ رصد الحيوية الحيوية ، بدءًا من النظام البيئي في إيفرست ولكن التوسع في إيكولوجيا الجبال الأخرى على مستوى العالم من خلال مشروع مسح الجهاز العضوي البيولوجي في جامعة أجيال المستقبل . 
كما تم تطبيق مفهوم المرونة الحيوية على صحة الإنسان لشرح الشيخوخة أو الأمراض المزمنة يقلل من قدرة الجسم على التكيف ؛ في مثل هذه الحالات ، يصبح النظام جامدًا وغير قادر على تلبية متطلبات الحياة المختلفة. عندما يفقد جسم الإنسان قوته مع تقدم العمر ، يصبح الفرد غير قادر على استيعاب متطلبات الحياة الجديدة ، سواء كانت عدوى أو إجهاد أو أحداث مثل الإصابة أو حتى اضطراب الرحلات الجوية الطويلة. 
وقد تم الاعتراف بأهمية المرونة في النظم البيولوجية على نطاق واسع من حيث الآثار على الحياة بسبب التغيرات البشرية المنشأ.  تسريع التغير البيئي والخسارة المستمرة للموارد الوراثية تؤدي إلى انخفاض التنوع البيولوجي حول الكوكب الذي يهدد خدمات النظام البيئي. سيكون أحد عوامل التخفيف الرئيسية أشكال الحياة ذات المرونة العالية. 
بالتوازي مع العمل في البيئات الجبلية ، يقوم عدد متزايد من الدراسات بتطبيق مفهوم المرونة الحيوية لتقييم متانة الحياة في النظم البيئية الأخرى التي تواجهها الأنثروبوسين. كانت إحدى هذه الدراسات مع التجديد التكيفي والاضطراب الطبيعي في بحيرة فيكتوريا ، ثاني أكبر بحيرة للمياه العذبة في العالم. 